# مندولين
المَندولين (بالإنجليزية: Mandolin)‏ آلة موسيقية وترية ذات رقبة نحيفة متَّصلة بجسم كُمثّْريّ الشكل يشبه العود.
هي آلة وترية موسيقية شبيهة باللوت ولكنها أصغر منه. وهي ذات أربع أو خمس مسارات مزدوجة، ويتم العزف عليها بواسطة النقر على الأوتار باستعمال الريشة. طولها 6 سم ومجالها الصوتي أوكتافين ونصف ويعود أصل هذه الآلة إلى القرن الخامس عشر حيث نشأت وتطُوّرت في القرن الثامن عشر للميلاد عن آلة المندولا أو المَندورا الموسيقية وصُنعت من ثمَّ في عدد من المدن الإيطالية.
وتستخدم المندولين لعزف المقطوعات الإفرادية وقد استخدمها موتسارت في أوبرا دون جيوفاني عام 1787.

## أوتار المندولين
لمعظم آلات المندولين أربعة أزواج (أو مسارات) من الأوتار، وللبعض الآخر خمسة أزواج (وأحياناً ستة) من الأوتار المعدنية التي يُعزف عليها بريشة خاصة.
ويمتد الوتر من رأس الرقبة إلى منطقة تشبه الجسر المنخفض بجوار قاعدة الجسم.

## العزف على المندولين
ويتم العزف على هذه الآلة عن طريق ريشة طولها 6 سم يمسكها العازف بين الإبهام والسَّبابة لليد اليمنى يجريها على الأوتار في الوقت الذي يضغط فيه على الأوتار بأصابع يده اليسرى.

## استخدماته
استخدم المندولين في الموسيقى الكلاسيكية في القرن الثامن عشر الميلادي، واليوم يستخدم في الموسيقى الشعبية.

## معرض الصور

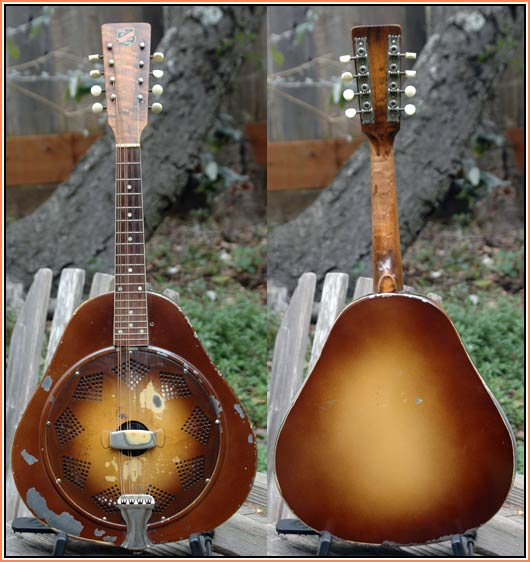
مندولين سنة 1930
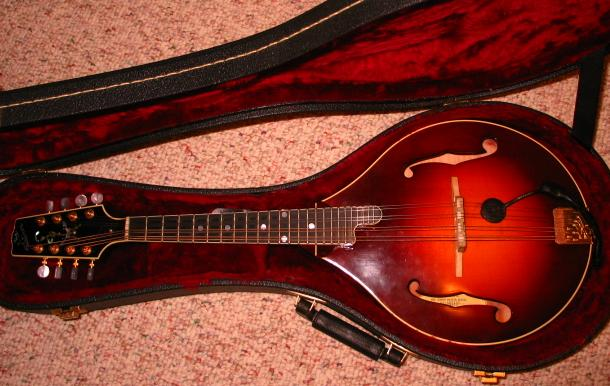
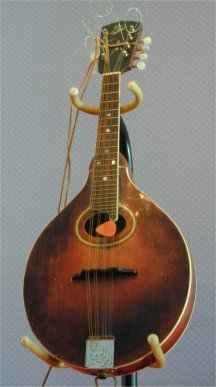
مندولين سنة 1921
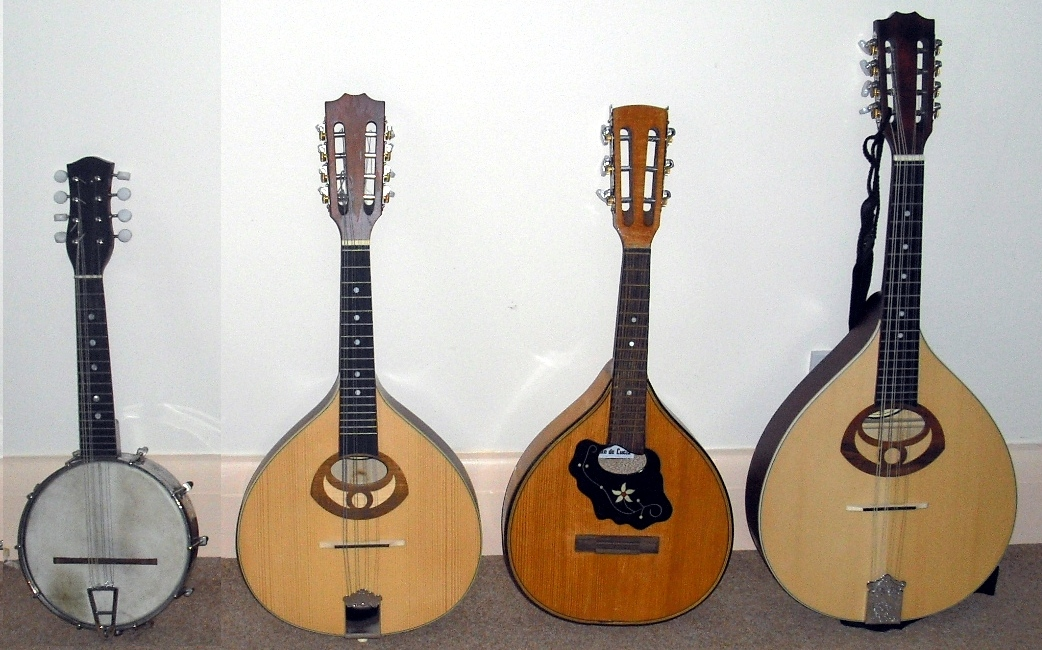
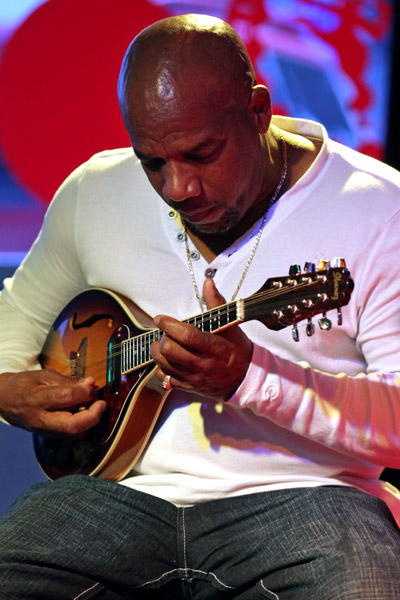
لاتيني يعزف بالمندولين

## روابط خارجية
- معلومات عن الة المندولين
- المندولين
- موسوعة المورد، منير البعلبكي، 1991